# Distretto di Malacca Centrale
Il distretto di Malacca Centrale è un distretto nello stato della Malacca, in Malesia. Il capoluogo del distretto è la città di Malacca. Questo distretto è la destinazione principale dei turisti nella Malacca poiché contiene la maggior parte delle località storiche.

## Governo
La Malacca Centrale è amministrata da due autorità locali, che sono il Consiglio della città di Malacca (in lingua malese Majlis Bandaraya Melaka Bersejarah = MBMB) e il Consiglio Municipale di Hang Tuah Jaya (Majlis Perbandaran Hang Tuah Jaya = MPHTJ).

### Suddivisioni amministrative

La Malacca Centrale consiste in 29 mukim, 44 città e 95 villaggi.
I 29 Mukim della Malacca Centrale sono:
- Alai
- Ayer Molek
- Bachang
- Balai Panjang
- Bandar Melaka
- Batu Berendam
- Bertam
- Bukit Baru
- Bukit Katil
- Bukit Lintang

- Bukit Piatu
- Bukit Rambai
- Cheng
- Duyong
- Kandang
- Klebang Besar
- Klebang Kecil
- Krubong
- Padang Temu
- Paya Rumput

- Peringgit
- Pernu
- Semabok
- Sungai Udang
- Tangga Batu
- Tanjong Kling
- Tanjong Minyak
- Telok Mas
- Ujong Pasir

### Parlamento federale e seggi dell'Assemblea di Stato
Ci sono 3 seggi del Parlamento Federale e 13 dell'Assemblea di Stato nel distretto della Malacca Centrale.

## Società

### Evoluzione demografica
La Malacca Centrale conta più di 503 000 abitanti, così etnicamente distribuiti:
- 303000 Malesi (58%)
- 169000 Cinesi (32%)
- 22000 indiani (4%)
- 9000 Altri (6%)

## Economia

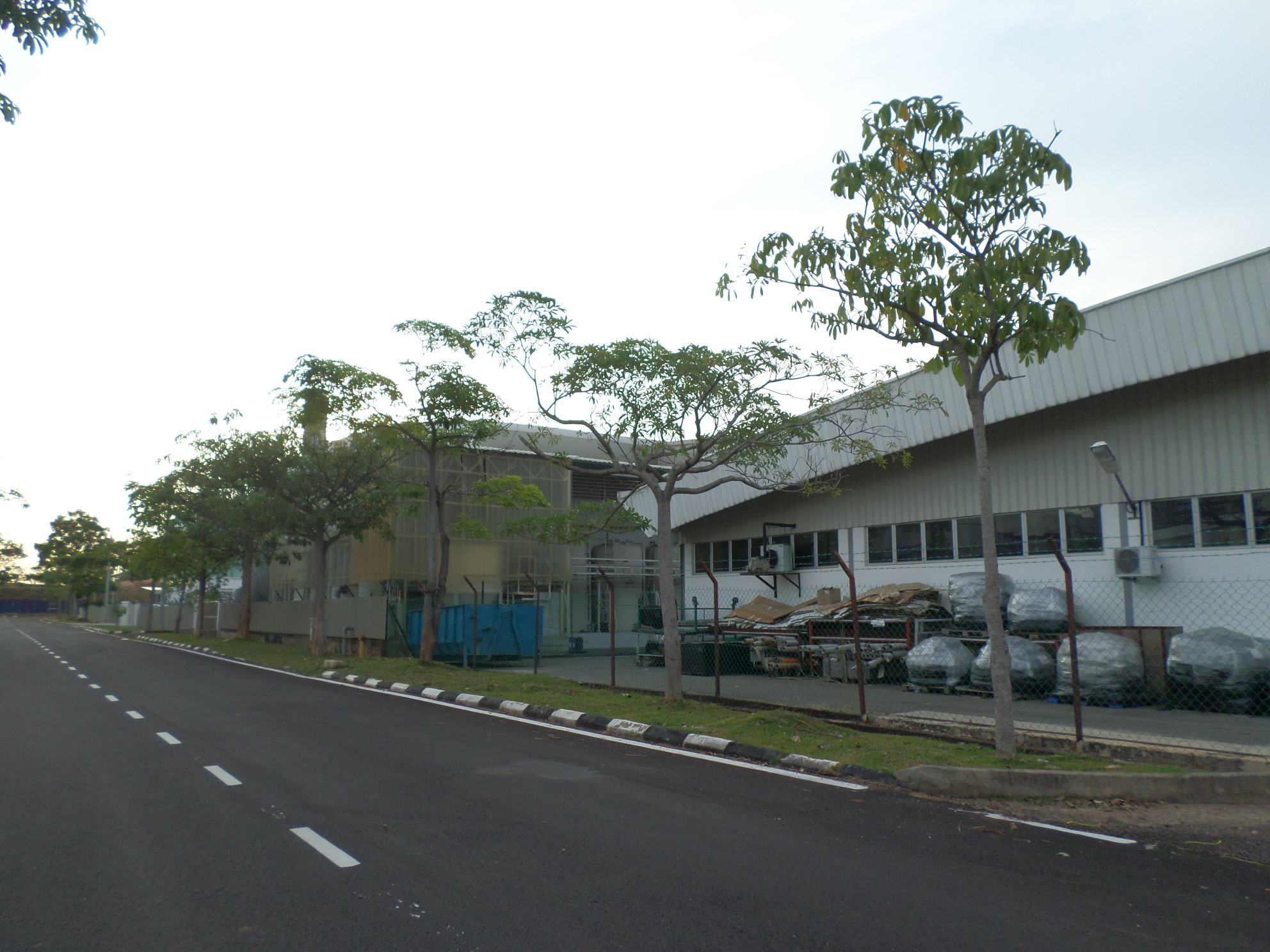
Area industriale Taman Tasik Utama

Il settore principale del distretto è quello manifatturiero: la Malacca Centrale conta dieci aree industriali per un totale di 1309 ha. Il secondo per importanza è quello turistico, dove le maggiori attrattive si trovano nella città di Malacca, ad Ayer Keroh e sull'isola di Pulau Besar. Il terzo settore è quello agricolo, cui è dedicato il 55% della superficie della Malacca Centrale con piantagioni di caucciù, palme da olio e campi di riso.

## Formazione

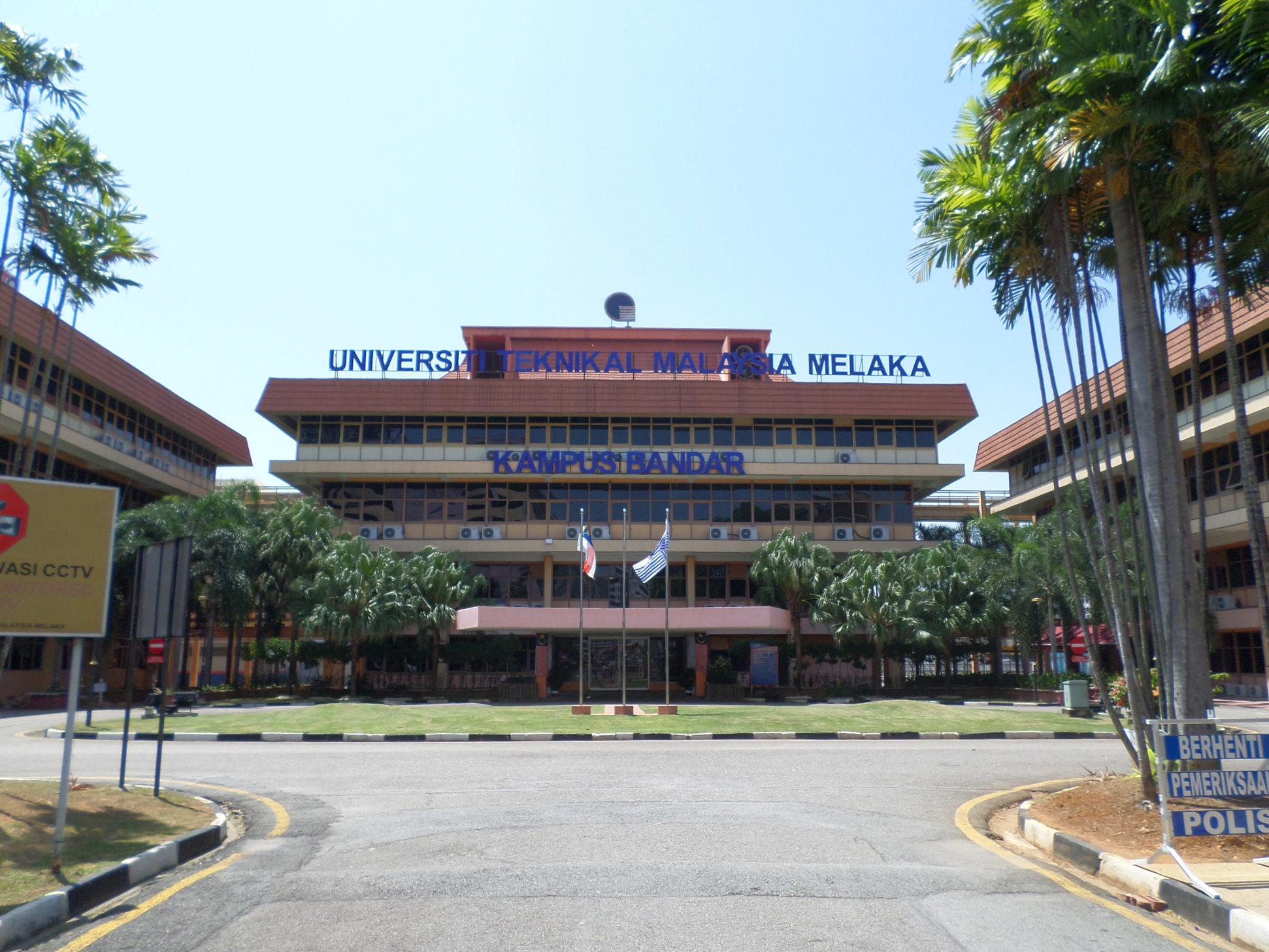
Università Tecnica della Malacca

### Scuole
Per l'istruzione primaria e secondaria vi sono 87 scuole primarie 35 d'istruzione secondaria. Per livelli più elevati vi sono nel distretto college e università: l'Università Tecnica Malese della Malacca, il college della Fondazione Malacca, l'Istituto per insegnanti femminili della Malacca, l'Istituto Industriale della Malacca e la Università Multimedia, Istituto privato che ebbe lo status di Università nel 1996.

### Biblioteche
La Biblioteca Pubblica della Malacca è la Biblioteca di Stato della Malacca. Altre biblioteche si trovano presso la moschea di stato Al Azim e in via Jonker.

## Attrattive turistiche

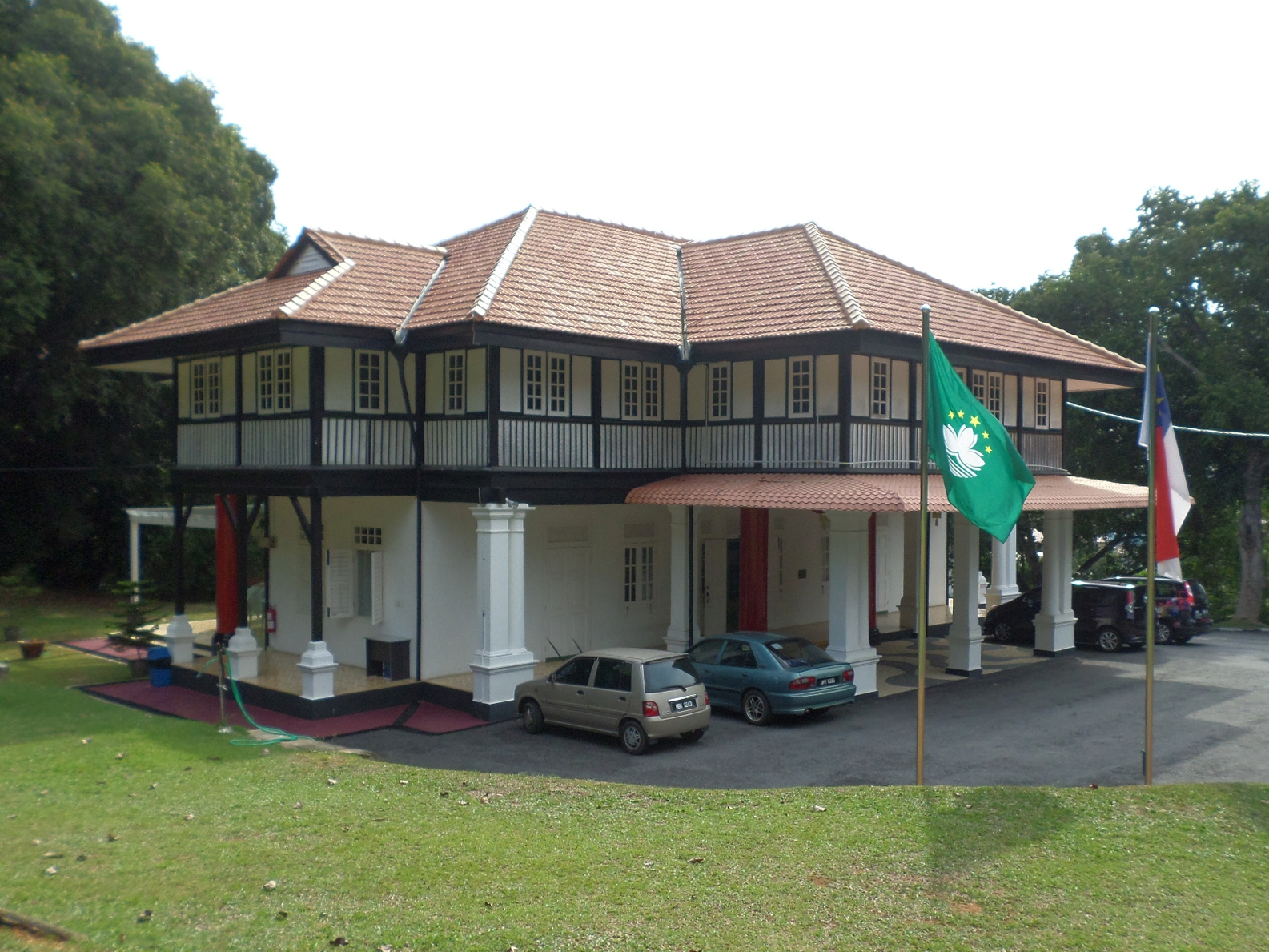
Galleria di Macau - Malacca

### Gallerie
Gallerie nella Malacca Centrale sono: Galleria Bee Malacca, Galleria dell'Ammiraglio Cheng Ho, Galleria d'Arte Jehan Chan Art, Galleria Macau (Malacca) e Galleria d'Arte di Malacca.

### Musei
I musei nella Malacca Centrale sono:
Il Museo degli Aborigeni, il Museo Baba Nyonya Heritage, il Museo della Bellezza, il Museo Culturale Cheng Ho, il Museo Chitty, il Museo del Governo Democratico, il Museo dell'Educazione, il Museo del Governo, il Museo di Storia ed Etnografia, il Museo Kite, il Museo Melaka Al-Quran, il Museo Islamico Melaka, il Museo della Letteratura Melaka, il Museo del francobollo Melaka, il Museo del Palazzo del Sultanato Melaka, il Museo Melaka UMNO, il Museo del Mondo Malese e Islamico, il Museo dell'Architettura Malese, il Museo delle Prigioni della Malesia, il Museo della Gioventù Malese, il Museo Marittimo della Malesia, il Museo del Popolo, il Museo Pulau Besar, Il Museo del Real Dipartimento delle Dogane, il Museo della Marina Reale Malese, il Museo della Gioielleria cinese, il Museo Sottomarino, il Museo dei Giocattoli e il Museo Mondiale delle Api.

### Natura

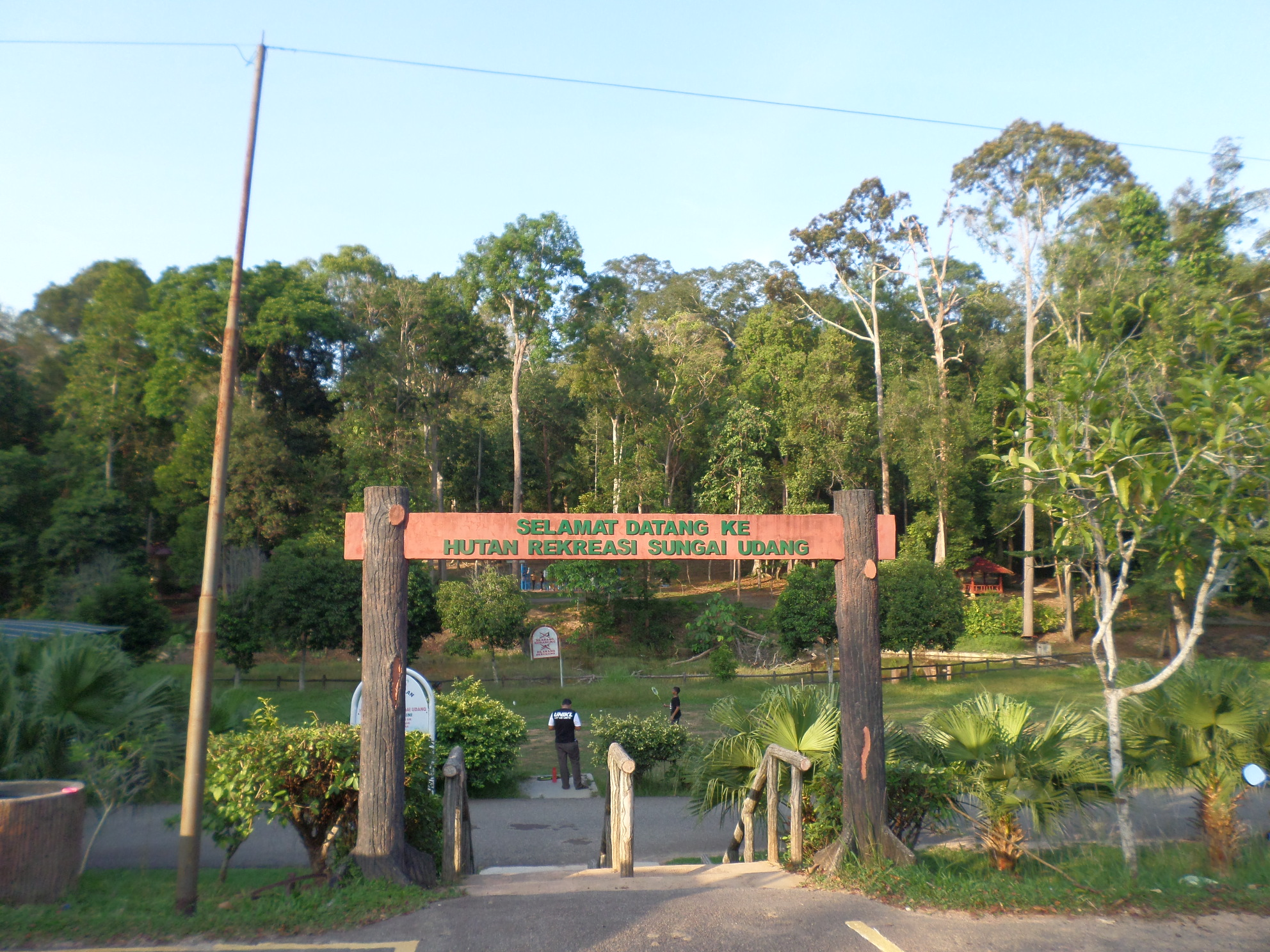
Foresta di Sungai Udang

Le attrazioni turistiche naturali nella Malacca Centrale sono la Fattoria dei Frutti Tropicali della Malacca e la Foresta di Sungai Udang.

## Infrastrutture e trasporti
Vi sono due strade principali statali nella Malacca Centrale per 830 km e 87 km di strade federali.